# Platanus kerrii
Platanus kerrii, vrsta azijske zimzelene platane (ostale su listopadne) čija su domovina Laos i Vijetnam. Jedina je tropska vrsta platane u Indokini.
Vrsta je dobila ime po irskom liječniku A. F. G. Kerru, koji je poticao druge botaničare da sakupljaju primjerke biljaka na Tajlandu, posebno Emily Collins.